# 라이언 던
라이언 던(Ryan Dunn, 1977년 6월 11일 ~ 2011년 6월 20일)은 미국의 스턴트 배우, 배우, 희극인이다. 2011년 6월 20일, 교통사고로 사망하였다.

## 출연 작품

### 영화
- 인베이더 (1996, Invader)
- 잭애스 (2002)
  - 잭애스 2 (2006)
  - 잭애스 3D (2010)
  - 잭애스 3.5 (2011)
- Haggard: The Movie (2003)
- 3000 마일스 (2007) - 다큐멘터리
- 블론드 앰비션 (2007)
- Street Dreams (2009)
- Close-Up (2011)
- The Bates Haunting (2012)

### 텔레비전
- 잭애스 (2000-01)
- 비바 라 밤 (2003-06)
- 홈레커 (2005)